# Zaneylan-e Sofla
Zaneylan-e Sofla (în persană زنيلان سفلي, romanizat și ca Zaneylān-e Soflá; cunoscut și sub numele de Zeynalān-e Pā'īn) este un sat din districtul rural Jalalvand, districtul Firuzabad, județul Kermanshah, provincia Kermanshah, Iran. La recensământul din 2006, populația sa era de 109 de locuitori, în 23 de familii.